# Chihiro Onitsuka

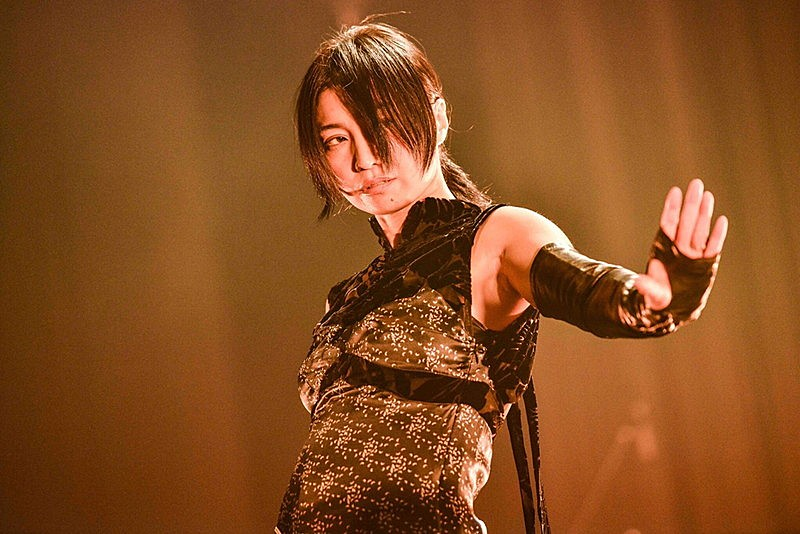
Chihiro Onitsuka em Tokyo Dome City Hall, 2018.

Chihiro Onitsuka (鬼束 ちひろ Onitsuka Chihiro) nascida em 30 de outubro de 1980, em Nango - Miyazak - Japão, é uma pianista e compositora/cantora de música popular Japonesa. Onitsuka lançou seu single Shine no início de 2000, e chamou a atenção de várias pessoas com sua voz. Ela pode alcançar tons altos e baixos, dando às suas músicas uma grande variedade, que vai desde melodias rápidas com guitarras até músicas melancólicas com o piano. Insomnia foi o seu primeiro álbum de estúdio e foi top na Oricon de música japonesa por atingir 1 milhão de cópias vendidas.
Os seus pais a encorajaram a ouvir músicas Ocidentais e por volta de seus 10 anos, ela escreveu seus primeiros poemas, recebendo elogios de seus pais, amigo e professores, que os chamavam de "esforços sérios". Secretamente, porém, ela sabia que escrevendo "seriamente" não era suficiente. Dali em diante, ela tentou desenhar todos os dias, e, no início do colegial, ela começou a ter mais confiança.
Tendo sido influenciada por Alanis Morissette no seu tempo de colegial, foi o encontro com as música e presença de Jewel que impeliu fortemente Onitsuka a se tornar uma cantora e compositora. Com 70 composições originais, Onitsuka entrou em 1998 para a Virgin Tokyo Artists Audition, ganhando o maior prêmio. Ainda com 17 anos, Onitsuka começou a sua carreira como profissional e se mudou para Tokyo na primavera de 1999 depois de terminar o colegial.

## Discografia
- Insomnia (2001)
- This Armor (2002)
- Sugar High (2002)
- Las Vegas (2007)
- Dorothy (2009)
- Ken to Kaede (2011)
- Famous Microphone (2012)